# أنتوني برايت
أنتوني برايت (بالإنجليزية: Anthony Bright)‏ هو لاعب كرة قدم كندية أمريكي، ولد في 28 مارس 1977 في غينزفيل في الولايات المتحدة.

## وصلات خارجية
- أنتوني برايت على موقع مرجع كرة القدم المحترفة.كوم (الإنجليزية)